# Sottotenente di squadriglia

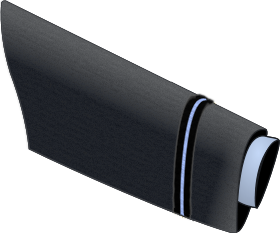
Dinstintivo di grado per paramano

Sottotenente di squadriglia è stato un grado della Regia Aeronautica mutuato da quello di della Royal Air Force detto flying officer (codice NATO: OF-1) ma non esattamente corrispondente a causa della diversa struttura gerarchica. 
Ripreso anche da molte nazioni del Commonwealth e da quelli da una forte influenza britannica, collocato gerarchicamente al di sopra del pilot officer (ufficiale pilota) e al di sotto del flight lieutenant (tenente di squadriglia), è corrispettivo a quello di lieutenant (tenente) del British Army e del Corpo dei Royal Marines, nonché del grado di lieutenant junior grade (sottotenente di vascello) della Royal Navy, è oggi equivalente a quello di tenente nell'Aeronautica Militare Italiana; lo stesso dicasi per la maggior parte delle forze armate mondiali (esercito e aeronautica o fanteria di marina).

## Commonwealth e altri Paesi
Il grado di Flying officer, (abbreviato come Fg Off nella RAF e IAF, in  FLGOFF nella RAAF e FGOFF nella RNZAF e precedentemente a volte in F/O in tutte queste forze aeree e ancora frequentemente usato nella RAF) oltre che nella Royal Air Force è usato nelle forze aeree di molti paesi del Commonwealth o che hanno avuto una forte influenza storica britannica e a volte viene anche usato come traduzione in inglese di livello equivalente in paesi che hanno una struttura gerarchica specifica per l'aeronautica non di lingua inglese.

## Canada
La Royal Canadian Air Force nonostante il Canada faccia parte del Commonwealth ha utilizzato il grado di Flying officer fino all'unificazione delle forze armate del 1968, quando l'aeronautica adottò il sistema di gradi dell'esercito sostituendo la denominazione del grado di Flying officer con quella di tenente. In precedenza la denominazione del grado era Flying officer in inglese e Lieutenant d'aviation in francese.

## Grecia
Nella Polemikí Aeroporía, l'aeronautica militare della Grecia, il grado è (greco: Υποσμηναγός; traslitterato: yposminagós) la cui traduzione è primo tenente.

## Regno d'Italia

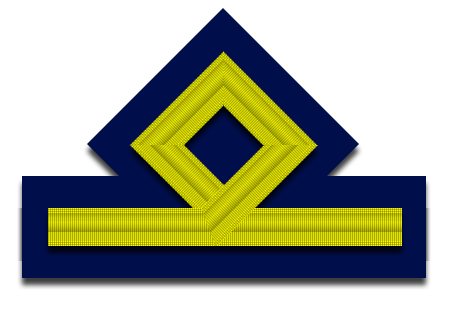
Distintivo di grado da sottotenente di squadriglia della Regia Aeronautica

Il grado di sottotenente di squadriglia, equiparato a sottotenente e a guardiamarina, fu presente con tale denominazione anche nella Regia Aeronautica dall’atto della sua costituzione, il 28 marzo 1923, fino al maggio 1925, quando fu introdotto un nuovo ordinamento. Esso era il grado iniziale della carriera da ufficiale Con la riforma dell'ordinamento del ’25 passò ad essere denominato semplicemente sottotenente.

## Distintivo di grado

Distintivo di grado di Flying Officer della RAAF
Distintivo per paramano di yposminagos greco
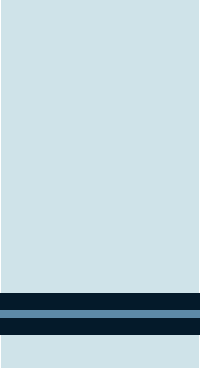
Distintivo per paramano di Flying Officer della IAF
Distintivo di grado di Flying Officer della RTAF
Distintivo di grado di Flying Officer della NAF
Distintivo di grado di Flying Officer della PAF